# Richard Kiley
Richard Kiley (polno ime Richard Paul Kiley), ameriški filmski, gledališki in televizijski igralec ter pevec, * 31. marec 1922, Chicago, Illinois, Združene države Amerike, † 5. marec 1999, Middletown, New York, Združene države Amerike.
Richard Kiley je bil ameriški gledališki, televizijski in filmski igralec. Najbolj poznan je po svoji raznoliki gledališki karieri, saj je dvakrat osvojil nagrado Tony za najboljšega igralca v muzikalu. Nastopil je kot Don Kihot v prvi Broadwayski produkciji te zgodbe Man of La Mancha leta 1965 in kot prvi posnel skladbo The Impossible Dream iz tega muzikala. V zelo priljubljenem muzikalu Kismet leta 1953 je igral kalifa in je bil član kvarteta, ki je zapel pesem And This Is My Beloved. V svoji 50-letni karieri je osvojil tudi tri emmyje in dva zlata globusa, njegov prepoznaven bariton pa se je pojavil tudi kot pripovedovalčev glas v številnih dokumentarcih. Ob smrti so ga mnogi opisali kot enega najbolj vsestranskih gledaliških igralcev, ki je lahko odigral še tako raznolike vloge.

## Zgodnja leta
Richard Kiley se je rodil 31. marca 1922 v Chicagu v Illinoisu v rimokatoliški družini. Po zaključeni srednji šoli Mt Carmel leta 1940 se je najprej vpisal na univerzo Loyola Chicago, vendar jo je po enem letu zapustil in začel s študijem igre na šoli Barnum Dramatic School v Chicagu. V poznih 40-ih letih 20. stoletja je začel igrati v poletnih gledališčih v Chicagu z igralci, kot je bil Alan Furlan. Po služenju v mornarici Združenih držav Amerike med drugo svetovno vojno se je vrnil v Chicago, kjer je delal kot igralec in radijski napovedovalec. Nato se je preselil v New York, kjer je študiral petje skupaj z Rayem Smoloverjem.

## Kariera
Na gledališkem odru je nastopil v igrah Kismet in No Strings, ki je bil prvi muzikal Richarda Rodgersa (napisal je glasbo in besedilo) in je nastal po smrti ustvarjalca Oscarja Hammersteina. Odigral je tudi naslovne vloge v igrah Redhead, Man of La Mancha in The Incomparable Max.
12. januarja 1955 je nastopil v televizijski igri Patterns, ki je bila predvajana v živo. Sprožila je val navdušenja in prinesla emmyja avtorju igre Rodu Serlingu. Kiley je nastopil tudi kot John Malcolm Patterson, ki je pozneje postal generalni tožilec Alabame, zatem pa tudi njen guverner, v filmu The Phenix City Story leta 1955.
Osvojil je dva tonyja za najboljšega igralca v muzikalu, in sicer leta 1959 za Redhead in leta 1966 za Man of La Mancha. V slednji je igral dvojno vlogo – avtorja Cervantesa v srednjih letih in dona Kihota. Šlo je za eno redkih vlog, ki so zahtevale zelo talentiranega igralca. Kiley je med izvajanjem igre Man of La Mancha na Broadwayu dejal, da se je naveličal igrati vodilne vloge, vendar bo zmeraj hvaležen za vlogo dona Kihota.

## Poznejša leta in smrt
Kiley je za svoje televizijsko delo osvojil tri emmyje in dva zlata globusa. Obe nagradi je dobil za vlogi v miniseriji Pesem ptic trnovk (kjer je igral Paddyja, očeta Rachel Ward) iz leta 1983 in A Year in the Life (1986, 1987-1988). Tretjega emmyja je osvojil za najboljšega gostujočega igralca v dramski seriji za epizodo v seriji Picket Fences.
Druge televizijske vloge vključujejo policijskega komisarja v seriji Columbo (1974, epizoda A Friend In Deed), Gideona Seyetika v epizodi serije Zvezdne steze: Deep Space Nine Second Sight. Kot gostujoči igralec se je pojavil v serijah Ally McBeal, Hawaii Five-O in Gunsmoke. Kot pripovedovalec je nastopal tudi v sedemdelnem nagrajenem dokumentarcu Planet Earth leta 1986.
Kileyjev prepoznaven bariton je postal zelo priljubljen zaradi pripovedovanja v dokumentarnih televizijskih filmih. Pojavlja se tudi v tematskih parkih filmov Jurski park studia Universal Studios v Hollywoodu in v tematskem parku Universal's Islands of Adventure v Orlandu na Floridi. Posebej je omenjen tako v romanu Michaela Crichtona kot tudi v filmski adaptaciji Stevena Spielberga. Leta 1993 so krščanski filmski ustvarjalci izdelali film o Jezusu, ki predstavi v sliki celoten evangelij, Kiley je bil izbran za apostola Mateja. Med letoma 1994 in 1998 se je Kiley pojavljal kot pripovedovalec v dokumentarni televizijski seriji Mysteries of the Bible.
Njegova zadnja igralska vloga je bila v filmu Blue Moon leta 1999, ki je izšel en mesec po njegovi smrti. Richard Kiley je umrl 5. marca 1999 (manj kot mesec dni pred 77. rojstnim dnevom) v bolnišnici Horton v Middletownu v New Yorku zaradi mielodisplazije, bolezni kostnega mozga. Zapustil je ženo in šest otrok, sinova Davida in Michaela in hčere Kathleen, Dorotheo, Erin in Deirdre. Pokopali so ga v Warwicku. Na Broadwayu so njemu v poklon nekaj časa uporabljali le temne luči.

## Filmografija

### Filmi
| Leto | Naslov                        | Vloga                     | Opomba               |
| ---- | ----------------------------- | ------------------------- | -------------------- |
| 1951 | The Mob                       | Thomas Clancy             |                      |
| 1952 | The Sniper                    | Dr. James G. Kent         |                      |
| 1952 | Eight Iron Men                | Private Coke              |                      |
| 1953 | Pickup on South Street        | Joey                      |                      |
| 1955 | Blackboard Jungle             | Joshua Y. Edwards         |                      |
| 1955 | The Phenix City Story         | John Patterson            |                      |
| 1957 | Spanish Affair                | Merritt Blake             |                      |
| 1958 | The Power of the Resurrection | Peter                     |                      |
| 1969 | Pendulum                      | Woodrow Wilson King       |                      |
| 1970 | a.k.a. Cassius Clay           | Pripovedovalec            |                      |
| 1974 | The Little Prince             | Pilot                     |                      |
| 1977 | Looking for Mr. Goodbar       | Mr. Dunn                  |                      |
| 1981 | Endless Love                  | Arthur Axelrod            |                      |
| 1986 | Howard the Duck               | The Cosmos                | Glas                 |
| 1989 | To the Limit                  | Pripovedovalec            |                      |
| 1989 | Miami Cops                    |                           |                      |
| 1993 | Jurski park                   | Glas v Jurassic Park Tour | Glas                 |
| 1993 | The Visual Bible: Matthew     | Matej                     |                      |
| 1996 | Phenomenon                    | Dr. Wellin                |                      |
| 1997 | Time to Say Goodbye?          | Dr. Gerald Klooster       |                      |
| 1998 | Patch Adams                   | Dr. Titan                 |                      |
| 2002 | Jesus the Christ              | Matej                     | Zadnja filmska vloga |

### Televizija
| Leto      | Naslov                         | Vloga                     | Opombe |
| --------- | ------------------------------ | ------------------------- | --- |
| 1954      | Justice                        | Neznano                   | 2 epizodi |
| 1956      | Westinghouse Studio One        | Mr. Dean                  | Epizoda: "The Landlady's Daughter" |
| 1969      | Night Gallery                  | Joseph Strobe             | Televizijski film |
| 1970      | Gunsmoke                       | Lewis Stark               | Epizoda: "Stark" |
| 1970      | Bonanza                        | Gideon Yates              | Epizoda: Gideon the Good |
| 1970      | The Ceremony of Innocence      | Kralj Ethelred II         | Televizijski film |
| 1971      | Gunsmoke                       | Tom Lynott                | Epizoda: "Lynott" |
| 1972      | Gunsmoke                       | Bohannon                  | Epizoda: "Bohannon" |
| 1973      | Gunsmoke                       | Will Stambridge           | Epizoda: "Kitty's Love Affair" |
| 1974      | Columbo                        | Mark Halperin             | Epizoda: A Friend in Deed |
| 1975      | Friendly Persuasion            | Jess Birdwell             | Televizijski film |
| 1980      | Angel on My Shoulder           | Nick                      | Televizijski film |
| 1981      | Isabel's Choice                | Lyman Jones               | Televizijski film |
| 1981      | Golden Gate                    | Thomas J. Kingsley        | Televizijski film |
| 1983      | Pesem ptic trnovk              | Paddy Cleary              | 2 epizodi Zlati globus za najboljšega stranskega igralca v seriji, miniseriji ali televizijskem filmu Emmy za najboljšega stranskega igralca v miniseriji ali filmu                                       |
| 1984      | George Washington              | George Mason              | Televizijski film |
| 1985      | A.D.                           | Claudius                  | Televizijski film |
| 1985      | The Canterville Ghost          | Sir Simon de Canterville  | Televizijski film |
| 1985      | Do You Remember Love           | George Hollis             | Televizijski film |
| 1986      | Planet Earth                   | Pripovedovalec            | 7 epizod |
| 1986      | The Twilight Zone              | Lancelot                  | Epizoda: "The Last Defender of Camelot" |
| 1986      | If Tomorrow Comes              | Gunther Hartog            | 3 epizode |
| 1986–1988 | A Year in the Life             | Joe Gardner               | 22 epizod Zlati globus za najboljšega glavnega igralca v televizijski seriji Emmy za najboljšega glavnega igralca v dramski seriji                                                                        |
| 1988      | My First Love                  | Sam Morrissey             | Televizijski film |
| 1991      | Absolute Strangers             | Dr. R.J. Cannon           | Televizijski film |
| 1991      | Separate But Equal             | Chief Justice Earl Warren | Televizijski film Nominacija za zlati globus za najboljšega stranskega igralca v seriji, miniseriji ali televizijskem filmu Nominacija za emmyja za najboljšega stranskega igralca v miniseriji ali filmu |
| 1992–1994 | Picket Fences                  | Hayden Langston           | 2 epizodi Emmy za najboljšega gostujočega igralca v dramski seriji Nominacija za emmyja za najboljšega gostujočega igralca v dramski seriji                                                               |
| 1993      | Zvezdne steze: Deep Space Nine | Dr. Gideon Seyetik        | Epizoda: "Second Sight" |
| 1994–1998 | Mysteries of the Bible         | Pripovedovalec            | |
| 1995      | The Great Defender             | Joe Dewitt                | 8 epizod |
| 1996      | Mary & Tim                     | Ron Melville              | Televizijski film |
| 1997      | Time to Say Goodbye?           | Dr. Gerald Klooster       | Televizijski film |
| 1997      | Tigers of the Show             | Pripovedovalec            | |
| 1998      | Ally McBeal                    | Seymore Little            | Epizoda: "Once in a Lifetime" |
| 1998      | Blue Moon                      | Jimmy Keating             | Televizijski film |

### Gledališče
| Leto      | Naslov                 | Vloga                         | Opombe                                                 |
| --------- | ---------------------- | ----------------------------- | ------------------------------------------------------ |
| 1953      | Misalliance            | Joey Percival                 |                                                        |
| 1953–1955 | Kismet                 | Kalif                         |                                                        |
| 1956      | Time Limit             | Major Harry Cargill           |                                                        |
| 1959–1960 | Redhead                | Tom Baxter                    | Tony za najboljšega igralca v muzikalu                 |
| 1960–1961 | Advise and Consent     | Brig Anderson                 |                                                        |
| 1962–1963 | No Strings             | David Jordan                  | Nominacija za tonyja za najboljšega igralca v muzikalu |
| 1963–1964 | Here's Love            | Fred Gaily                    |                                                        |
| 1964–1965 | I Had a Ball           | Stan the Shpieler             |                                                        |
| 1965–1971 | Man of La Mancha       | Miguel de Cervantes/Don Kihot | Tony za najboljšega igralca v muzikalu                 |
| 1968      | Her First Roman        | Cezar                         |                                                        |
| 1971      | The Incomparable Max   | Enoch Soames                  |                                                        |
| 1972      | Voices                 | Robert                        |                                                        |
| 1972      | Man of La Mancha       | Miguel de Cervantes/Don Kihot |                                                        |
| 1974–1976 | Absurd Person Singular | Ronald                        |                                                        |
| 1975      | "Ah, Wilderness!"      | Nat Miller                    |                                                        |
| 1976      | The Heiress            | Dr. Austin Sloper             | Nominacija za nagrado Drama Desk Award                 |
| 1977      | Man of La Mancha       | Don Kihot                     | Nominacija za nagrado Drama Desk Award                 |
| 1987      | All My Sons            | Joe Keller                    | Nominacija za tonyja za najboljšega igralca v igri     |